# 1854 en Grèce
Chronologie de la Grèce
- 1850
- 1851
- 1852
- 1853
- 1854
- 1855
- 1856
- 1857
- 1858

Cette page concerne les évènements survenus en 1854 en Grèce :

## Événement
- Début de la révolte macédonienne (el).
- 30 janvier : Début de la révolte épirote. Spyrídon Karaïskakis (el), (lieutenant de l'armée grecque et fils du héros de la guerre d'indépendance, Geórgios Karaïskákis), prononce un certain nombre de discours inspirants dans des villages à l'est d'Arta (région de Péta).

## Naissance
- Áramis (el), chanteur.
- Nikólaos Paraskevópoulos (el), acteur.
- Pétros Protopapadákis, ingénieur et personnalité politique.
- Nikólaos Vókos (el), peintre.

## Décès
- Panagiótis Anagnostópoulos, personnalité politique.
- Anastásios Christópoulos, juge
- Márkos Dragoúmis, combattant de la guerre d'indépendance et personnalité politique.
- Geórgios Gennádios (el), écrivain.
- Sophie de Marbois, philanthrope franco-américaine.
- Saintes six vierges martyres de Géroplátanos (bg), déclarées martyres par l'Église orthodoxe.